# 東幕駅 (ソウル特別市)
東幕駅（トンマクえき）は、ソウル特別市麻浦区にかつて存在した龍山線の鉄道駅である。

## 歴史
- 1929年9月20日 - 開業[1]。
- 1972年5月1日 - 廃止[2]。